# Dominik Škunca
Dominik Škunca (Novalja, Hrvatska, 1939. - Marly le Roi, Francuska, 2011.), hrvatski arhitekt, grafičar, slikar i kipar. Živio i djelovao u Francuskoj.

## Životopis
Rođen u Novalji 1939. godine. Sklonost likovnom izričaju iskazivao od djetinjstva. Otkako je u gimnaziji, razvijao je umjetnički talent pod pod paskom likovnog pedagoga V. Fugošića.
U Francuskoj je od 1962. godine. Živio je u Parizu. Likovno umijeće izrazio u arhitekturi gdje se u jednom studiju zaposlio kao crtač početnik. Dalji razvitak likovnog znanja bila je njegova samoukost. Nacrtao je brojne portrete. Slikao u tehnici uljanim bojama. Djeljao kiparske radove, većinom plitke reljefe i stilizirane kipove u sadri. Od 1974. studirao je arhitekturu u Versaillesu. Prvu je samostalnu izložbu imao na Montmartru. Otišao živjeti u gradu Marlyju le Roi. Likovna mu je karijera trajala dugo. Slikao je je ikone, kaligrafije i kaligrame u obliku zoomorfnih likova sastavljenih od naziva životinja. Crtao i grafike. Umro je 2011. godine.